# 南原區政府
南原區（英語：Southern Downs Region）即南部平原之意，是澳大利亞昆士蘭州成立於2008年3月的一個地方政府，轄境有7,120平方公里，統轄著昔時「Stanthorpe」與「Warwick」2郡。根據2006年的人口調查，居民有32,610人。

## 議會
南原區議會有議席8座，區長為直選；年度預算有澳幣2,280萬。

## 外部連結
- 南原區政府 （页面存档备份，存于）